# Eufronte
Eufronte fue un tirano de Sicione, su patria, que vivió en el siglo IV a. C. Cuando en 368 se alió con Tebas, obligado por Epaminondas, vio bastante mermando su prestigio.
Decidido entonces a que cambiase ese estado de cosas, suscitó una sublevación popular contra el Gobierno y después de asegurarse el apoyo de los mercenarios, estableció un gobierno democrático, a cuya cabeza estaban él y cuatro generales. Pero como su deseo era gobernar solo y sin trabas, desterró o hizo dar muerte a sus colegas y a otros muchos ciudadanos que podían estorbar sus planes; mas no consiguió nada contra los tebanos que tenían una guarnición en la ciudadela y que de hecho dominaban en Sicione. habiendo ido con el jefe de los tebanos contra la ciudad de Flío, el partido oligárquico aprovechó su ausencia para sublevarse, viéndose obligado Eufronte a refugiarse en Atenas y luego en Tebas, siendo asesinado por sus enemigos cuando se dirigía a este último punto. Sus partidarios recogieron su cadáver y lo enterraron en Sicione con gran solemnidad.